# Bartolomé de Selma y Salaverde
Fray Bartolomé de Selma y Salaverde (Cuenca, c. 1595 –  después de 1638) fue un compositor español del período Barroco y virtuoso del fagot.
Selma y Salaverde fue un fraile agustino que fue empleado en la corte archiducal en Innsbruck de 1628 a 1630. Sus composiciones incluyen el Primo libro de canzoni, fantasie & correnti (Venice, 1638), y obras vocales manuscritas.